# غابرييل ليفا
غابرييل ليفا (بالإسبانية: Gabriel Leiva Rojas)‏ هو لاعب كرة قدم كوستاريكي في مركز الوسط، ولد في 27 أغسطس 1994 في Turrialba (district) ‏ في كوستاريكا. لعب مع ريفر بليت.

## وصلات خارجية
- غابرييل ليفا على موقع قاعدة بيانات كرة القدم.إي يو (الإنجليزية)
- غابرييل ليفا على موقع Soccerway.com (الإنجليزية)